# Maurice Berkeley
Maurice Frederick FitzHardinge Berkeley (ur. 3 stycznia 1788, zm. 17 października 1867 w Berkeley Castle) – brytyjski arystokrata, wojskowy i polityk, syn Fredericka Berkeleya, 5. hrabiego Berkeley i Mary Cole, córki Williama Cole'a. Miał status nieślubnego dziecka, gdyż urodził się przed oficjalnym ślubem rodziców, który miał miejsce w 1796 r.

## Życiorys
Po odbyciu nauki w czerwcu 1802 r. wstąpił do Royal Navy. Przez następne 6 lat służył głównie w Indiach Zachodnich i Nowej Fundlandii, gdzie naczelnym dowódcą floty był jego wuj, wiceadmirał George Berkeley. 9 lipca 1808 r. młody Berkeley został awansowany do stopnia porucznika. Został przydzielony na fregatę HMS Hydra, którą dowodził kapitan George Mundy. Przez następne półtora roku pływał głównie w okolicach wschodniego wybrzeża Hiszpanii. W 1810 r. został adiutantem swego wuja w Lizbonie. Następnie objął dowództwo flotylli okrętów na rzece Tag. Funkcję tę pełnił do 1814 r.
4 grudnia 1823 r. poślubił lady Charlotte Lennox (ok. 1804 – 20 sierpnia 1833), córkę Charlesa Lennoxa, 4. księcia Richmond i lady Charlotte Gordon, córki 4. księcia Gordon. Maurice i Charlotte mieli razem dwóch synów i dwie córki:
- Swinburne Frederica Charlotte FitzHardinge Berkeley (15 kwietnia 1825 – 25 listopada 1920), żona Roberta Gifforda, 2. barona Gifford, miała dzieci
- Francis William FitzHardinge Berkeley (16 listopada 1826 – 28 czerwca 1896), 2. baron FitzHardinge
- Charles Paget FitzHardinge Berkeley (19 kwietnia 1830 – 5 grudnia 1916), 3. baron FitzHardinge
- Fenella FitzHardinge Berkeley (1832 – 20 listopada 1903), żona pułkownika Henry'ego Armytage'a, miała dzieci

Po raz drugi ożenił się 30 września 1834 r. z lady Charlotte Reynolds-Moreton (listopad 1806 – 2 lipca 1881), córką Thomasa Reynolds-Moretona, 1. hrabiego Duncie. Małżeństwo to nie doczekało się potomstwa.
W latach 1828–1831 dowodził fregatą HMS Semiramide. W latach 1840–1841 dowodził okrętem HMS Thunderer i brał udział w operacjach we wschodniej części Morza Śródziemnego, m.in. w ostrzale Akki, za co został odznaczony Krzyżem Kawalerskim Orderu Łaźni. 30 października 1849 r. uzyskał awans na kontradmirała, 21 października 1856 r. został wiceadmirałem, zaś 15 stycznia 1862 r. admirałem.
W życiu politycznym związany był z wigami i liberałami. Z ich ramienia zasiadał w Izbie Gmin w latach 1831–1833, 1835–1837 i 1841–1857, za każdym razem reprezentując okręg Gloucester. W latach 1833–1857 był kilkakrotnie Lordem Admiralicji. W 1852 r. i w latach 1854–1857 był Pierwszym Lordem Morskim. W latach 1846–1849 był adiutantem morskim królowej Wiktorii. W 1855 r. wszedł w skład Tajnej Rady. Został odznaczony Krzyżem Komandorskim Orderu Łaźni (5 lipca 1855 r.) i Krzyżem Wielkim tegoż orderu (28 czerwca 1861 r.). 5 sierpnia 1861 r. otrzymał parowski tytuł barona FitzHardinge (of Bristol) i zasiadł w Izbie Lordów.